# إغناطيوس س. وانغ
إغناطيوس س. وانغ (بالإنجليزية: Ignatius C. Wang)‏ هو كاهن كاثوليكي أمريكي، ولد في 27 فبراير 1934 في بكين في الصين.